# Frese (Adelsgeschlecht)

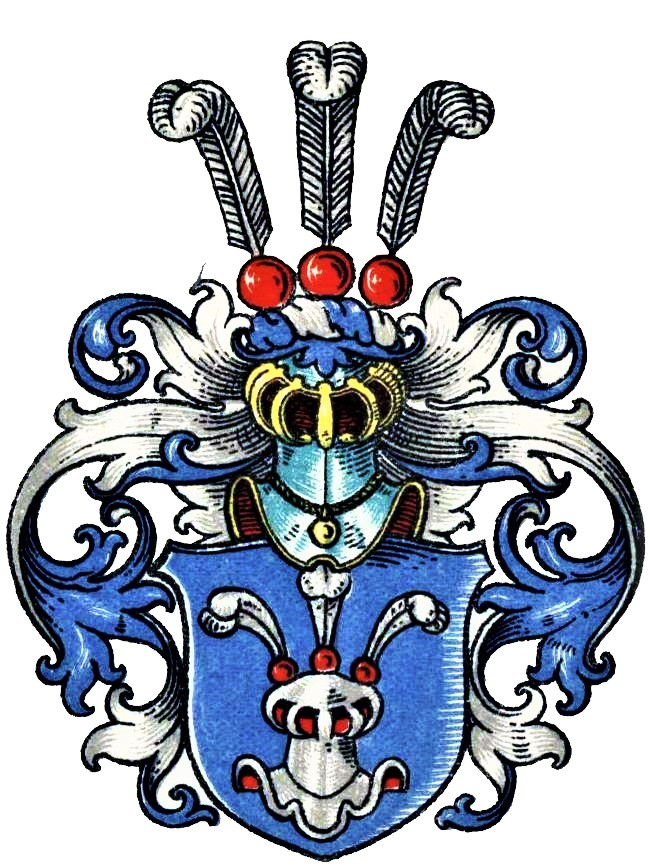
Wappen der Fre(e)se (I)

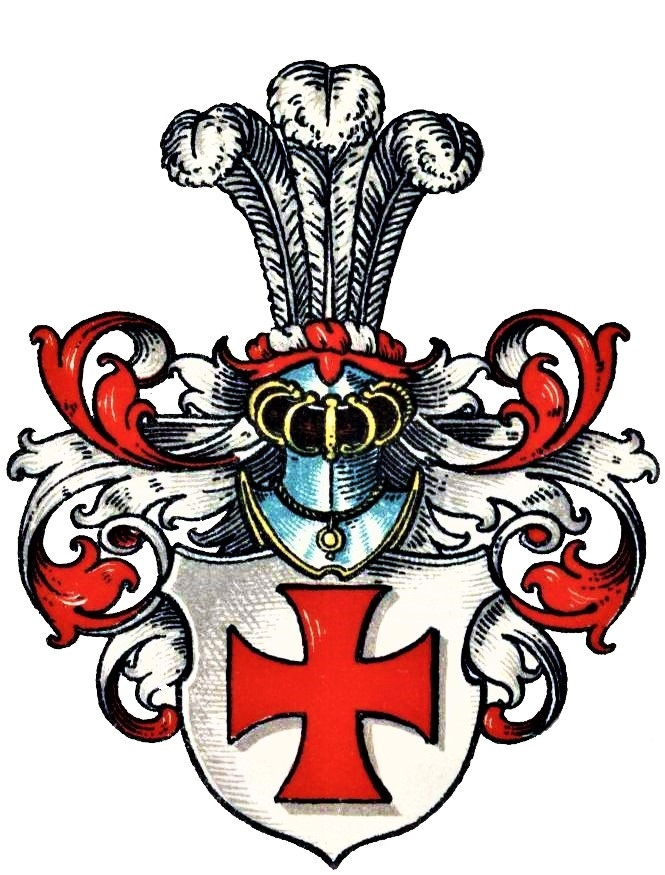
Wappen der Frese (II)

Das Geschlecht Freese (auch: Frese, Vrese) entstammt vermutlich den Gaugrafen zu Langwedel. Es erschien urkundlich erstmals mit Gerhardus Friso am 1. Juni 1222 und mit Ritter Wilken Frese – urkundlich genannt zwischen 1256 und 1272 – und mit ihnen begann die Stammreihe der um 1300 in der Grafschaft Hoya ansässig gewordenen Linie.

## Geschichte
Bereits im 10. Jahrhundert ernannten die Kaiser aus den Langwedeler Gaugrafen die Reichsschultheiße (Podestas) in Bremen; sie missbrauchten ihr Ansehen und ihre Macht, um die Bürger zu unterdrücken. Im Jahr 979 berichtete der Bremer Erzbischof Adaldag dem Kaiser Otto I. von deren Treiben. Der Kaiser erteilte daraufhin der Stadt Privilegien, um den willkürlichen Eingriffen der Reichsschultheiße in die Gerechtsame der Stadt Einhalt zu gebieten. Teilweise wurde dieses auch erreicht.
Unter dem Namen Frese, welchen die Familie erst ab dem 12. Jahrhundert führte, besaßen sie in Bremen mehrere Häuser. Diese waren, wie damals üblich, in Burgen umgebaut worden. Wenngleich vom Kaiser das Reichsschulzenamt aufgehoben war, so war die Macht der Fresen danach nicht gebrochen. Als gewählte Proconsuln (Bürgermeister) regierten sie zeitweise die Stadt.
Aber auch die Feinde der Familie blieben; es kam zu Fehden zwischen den Parteien, die erhebliche Unruhe in die Stadt brachten. Bürger kämpfte gegen Bürger in den Straßen, da jede Partei aus ihren befestigten Häusern den Kampf wieder aufnehmen konnte. Die Annalen der Stadt nennen Gerhard I. und Tethard Brüder die Frese genannt, als jene die 1254 an der Spitze der städtischen Unruhen standen. Erst zu Anfang des 14. Jahrhunderts trat Ruhe in Bremen ein, nachdem die Fresen mit ihren Verbündeten 1307 nach einer Niederlage der Stadt auf ewige Zeiten vertrieben wurden. Die Ursachen waren folgende: Godeke (Gottschalk), der Sohn von Gerhard I., war mit Arnd von Gröpelingen in Streit geraten. Als Arnd von Gröpelingen krank im Bett lag, nutzte Godeke die Gelegenheit, ihn mit seinen Verbündeten zu überfallen und zu erschlagen. Die Bremer Bürger waren empört, rotteten sich zusammen, belagerten und eroberten die Fresische Stadtburg, nachdem Godeke geflohen war. Er suchte bei den Herzögen von Lüneburg Zuflucht, welche die Gelegenheit nutzten, der reichen Hansestadt die Fehde zu erklären, um sie zu überfallen und auszuplündern. So kam es 1304/1305 zur Bremer Ratsfehde.
Unter der Führung von Godeke Frese belagerten die Lüneburger und ihre Verbündeten Bremen. Die Verteidigung der Stadt war aber so gut geführt, dass nach sechs Wochen Kampf die Stadt unerobert blieb und eine Sühne geschlossen wurde; zudem hatten die Bremer zahlreiche Adelssitze in der Umgebung zerstört. Die Familie Frese wurde aus Bremen vertrieben. Nachdem sie für ihre Besitzungen in der Stadt und im Weichbild entschädigt wurde, verpflichtete sie sich, nie wieder Grundbesitz in Bremen zu erwerben. Die Fresen zogen sich nun auf ihre Güter im Hochstift Bremen, in der Grafschaft Oldenburg und in Ostfriesland zurück.
Um 1350 lebte ein Johann Frese, Sohn von Godeke. Er war der gemeinschaftliche Stammvater der Linien in Ostfriesland, Oldenburg und im Erzstift Bremen. Ein Franz Frese war 1352 Domdechant des Stiftes in Cammin und darauf 1367 Dompropst am Kolberger Dom; er war wahrscheinlich ein Bruder von Johann. Desgleichen auch Hartmann Frese, der 1352 zum Abt des Klosters St. Michaelis in Hildesheim gewählt wurde und dort 1364 starb. Johann I. hinterließ zwei Söhne: Nikolaus I., den Stifter der Linie im damaligen Erzstift Bremen, und Arend (Arnold), Stifter einer ausgestorbenen Linie in Ostfriesland.

## Die Linie in Bremen
Nicolaus I. kommt als Burgmann zu Hoya urkundlich 1470 vor. Seine Kinder waren eine Tochter Engel, Äbtissin zu Borsum († 1482), und zwei Söhne, Johann II. und Wilke I. Johann II. († 1422) Drost zu Friedeburg und Amtmann zu Verden, auch Burgmann zu Delmenhorst, war mit Frida verheiratet und starb kinderlos. Wilke I. († 1439) war Ritter, Burgmann zu Harpstedt im Bremischen und Landvogt des Erzbischofs. Wegen seiner Tapferkeit und Geistesgaben wurde er von den Grafen von Oldenburg zu ihrem Statthalter über Oldenburg und Delmenhorst ernannt. Er war zweimal verheiratet, mit Anna von Staffhorst († 1453) und mit Elisabeth von Werpup († 1496). Zwei Söhne aus letzterer Ehe waren Gerhard, Kanon zu Verden und Archdiakon in Seehausen, und Johann III. († 1500), vermählt mit Hilda von Landesberg; dieser hinterließ drei Söhne, Theoderich, Victor und Otto.
- Theoderich Frese (1483–1540) war Domdechant zu Bremen und Propst zu Bücken und Zeven: "Ein wohlunterrichteter Mann, der in allen wichtigen Angelegenheiten des Erzstiftes den Ausschlag gab." So richtete er 1525 die Deichgerichte zum Schutz des Landes gegen das Meer und zur Entwässerung desselben ein. Ebenso erreichte er den Vergleich zwischen dem Erzstift und der Reichsstadt Bremen, wodurch ein großer Teil der seit Jahrhunderten obwaltenden Streitigkeiten über die Gerechtsame in der Stadt 1535 geschlichtet wurden
- Victor Frese war Stifter der Linie in Ostfriesland (siehe unten).
- Otto Frese, Herr zu Süd Weyhe und Süd Campe, hinterließ Söhne: Otto Ravan, Arnold und Nicolaus. Otto Ravan († 1588) trat in zunächst spanisch-niederländische Dienste, wurde dort Oberst, nahm aber bald seinen Abschied und ging auf sein Rittergut Süd Weyhe. Der Erzbischof von Bremen gab ihm die Drostei zu Friedenburg und der Herzog von Braunschweig-Lüneburg die Drostei Ahlden. Auch wurde er von der Ritterschaft zum Landrat gewählt. Er war zweimal vermählt, mit Anna von Hohenberg und Maria Magdalena von Heimburg. Aus erster Ehe waren ihm zwei Söhne geboren:
- Franz Frese, Häuptling zu Uttum, Stifter einer Nebenlinie in Ostfriesland,
- Marquard Frese, der als Rittmeister in kaiserlichen Diensten in der Schlacht bei Saint-Quentin (1557) fiel und im Dom St. Quentin begraben liegt.

Aus zweiter Ehe:
- Theoderich II. Frese (1548–1606), Herr zu Süd Weyhe und Süd Campe, erhielt eine protestantische Präbende im Domstift zu Verden, wo er zuletzt Dompropst war. Von seiner Ehefrau Anna Grote wurden ihm sieben Söhne und vier Töchter geboren, darunter:
- Otto Ravan II., königlich dänischer Hauptmann,
- Otto Ascan (1587–1641), Domdechant zu Bremen, Propst der Klöster zu St. Stephan in Bremen, zu Zeven und zu Nüenwolde. Obgleich er zweimal verheiratet war, mit Anna Eckhufes und Elisabeth von Bardeleben, von denen er vier Söhne und vier Töchter hinterließ, so erlosch mit ihnen doch diese Linie.
- Johann (* 1590), mit Katharina von Rostorp verheiratet, der von seinen Brüdern die Rittergüter Süd Weyhe und Süd Campe erbte, pflanzte diese Linie dauerhaft fort.
- Philipp Dietrich und Otto Ravan waren beide verheiratet, die beiden Schwestern Maria und Sophia Konventualinnen in den Klöstern Lüne und Osterhagen,
- Otto Rave († 1678) war im Dreißigjährigen Krieg in der schwedischen Armee Rittmeister, er war mit Maria von Voigt und nach deren Tod mit Anna von Schalbach verehelicht. Er hatte 14 Kinder aus beiden Ehen, darunter neun Töchter, teilweise verheiratet in die Familien von Hoven, Zwiebeln, Elbingerode, Oldenburg und Behr, teilweise auch Stiftsdamen sowie vier Söhne:
- Hans Joachim, kurbrandenburgischer Oberstleutnant
- Otto Friedrich, königlich dänischer Oberstleutnant
- Christian, kaiserlicher Oberstleutnant
- Anton Kasimir, holstein-gottorpischer Oberstwachtmeister,

diese starben aber alle unverheiratet.
Philipp Dietrich wurde von Maria von Ompteda Vater von vier Söhnen und vier Töchtern, von denen Otto Christian († 1738) Deputierter der bremischen Ritterschaft und Deichdirektor, diesen Zweig durch Anna Hedwig von Lutken mit einem Sohn Georg Melchior und einer Tochter, die als Dechantin des Klosters Borsum starb, fortpflanzte. Georg Melchior, welcher 1733 starb, hinterließ von Magdalena Maria Frese aus dem Hause Hinte in Ostfriesland eine Tochter Henriette, mit Ernst August von Sandbeck verehelicht, und drei Söhne, Christian Moritz, Karl Georg und Nicolaus Christoph, welche alle drei in den Schlesischen Kriegen unter der preußischen Fahne gedient hatten, der mittlere in der Schlacht bei Maxen 1759 das Leben verlor, die andern beiden aber Wunden erhielten und daher den Kriegsdienst verließen. Sie waren beide verheiratet, der Ältere mit Adelheid von Greifenkranz (1763), der Jüngere mit Louise von der Decken (1772). Mit ihren Kindern erlosch die bremische Linie derer von Freese.
Ihre Güter Süd Weyhe und Süd Campe sind durch die Erbtöchter an die Grafen von Schwicheldt und an die von der Decken gekommen. Eine Nebenlinie mit dem Beinamen genannt Quiter, welche in der Grafschaft Hoya die bedeutenden Güter Groß und Klein Kappel, Etelsen, Leeste und Leese besaß und Anteil an Süd Weyhe hatte, leitet ihren Ursprung von Ortgier Frese genannt von Quiter her. Er war herzoglich-lüneburgischer Drost zu Bruchhausen, der im Anfang des 17. Jahrhunderts lebte.

## Die Linie in Ostfriesland

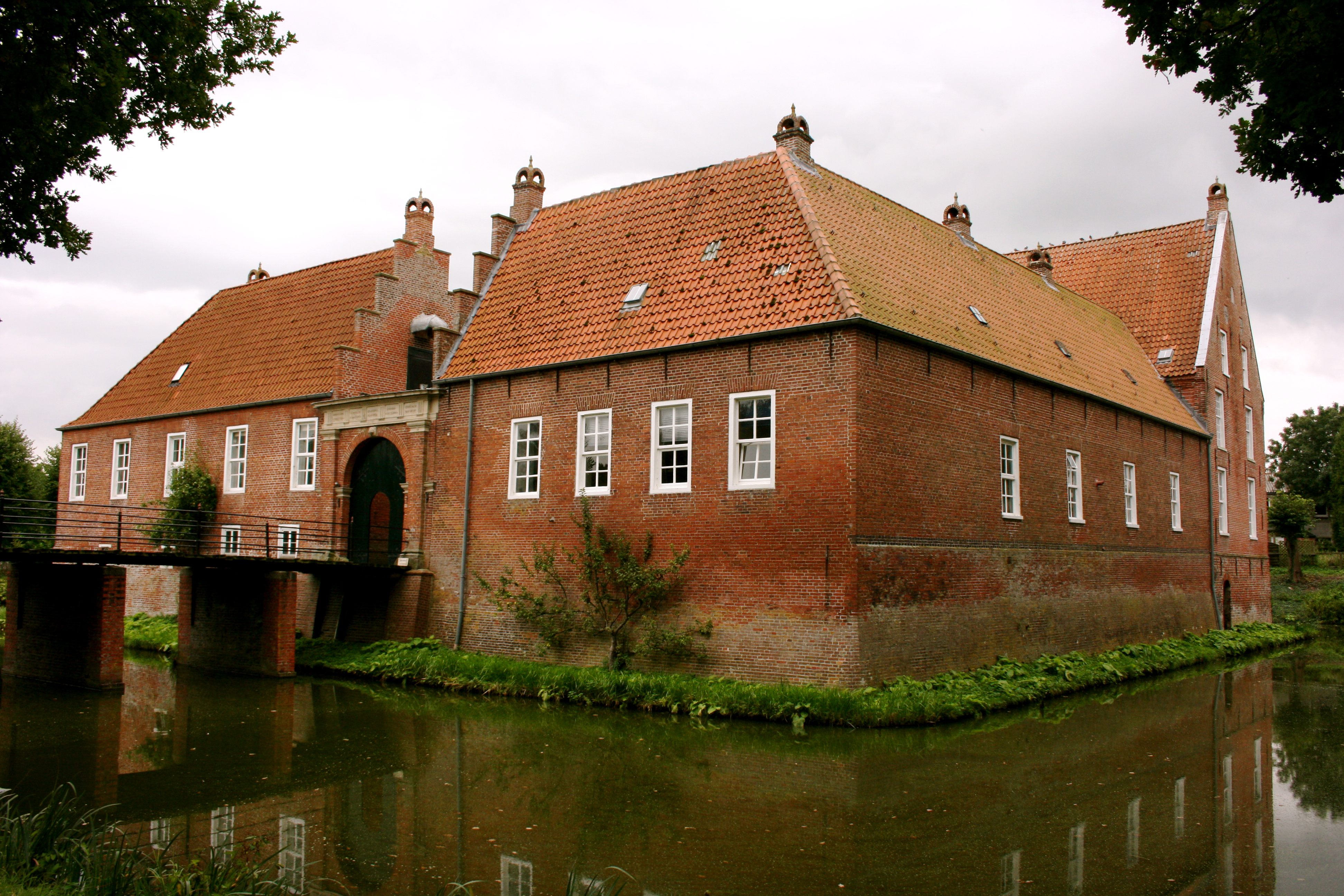
Die Burg Hinta befindet sich seit 1567 bis heute im Besitz derer von Frese.

Victor Freese (1473–1527), der dritte Sohn von Wilken Freese und Elisabeth von Werpe, kam 1488 als Edelknabe an den oldenburgischen Hof. Im Alter von 18 Jahren war er im Gefolge der Grafen Enno und Edzard von Ostfriesland auf ihrer Reise nach Jerusalem, wo er mit ihnen zum Ritter des heiligen Grabes geschlagen wurde. Er konnte sich so das Vertrauen der Grafen erwerben, so dass er nach ihrer Rückkehr zum Rat ernannt wurde, dazu erhielt er die Burg in Uplengen. Durch Kauf und Heirat erwarb er weitere Güter in Ostfriesland. Von seiner ersten Frau Tetta vom Bock (Tetta von Ten) erbte er die Herrlichkeit Rysum und Loquard. Durch seine zweite Frau Fossa Beninga erhielt er die Schlösser Uttum und Hinte. Seine dritte Frau wurde Sophia von Nesse. Daneben kaufte er die Herrlichkeiten Borsum und Jarßum und die Schlösser von Groothusen, Campen und Leer. Er hinterließ sechs Söhne und zwei Töchter:
- Wilco wurde Häuptling zu Rysum und heiratete Katharina von Inn- und Kniphausen,
- Otto wurde Häuptling zu Loquard und durch seine Frau Gertrud von Buchs Stifter dieser Linie, er fiel in der Geldrischen Fehde,
- Nikolaus war Häuptling zu Borsum und Jarsum, Drost zu Leer und heiratete Adelheid von Oldenseel. Er verkaufte die Herrlichkeiten Loquard und Campen an die Grafen von Ostfriesland. Im Jahr 1631 verkaufte Klaas Freese – Häuptling von Hinte – die Herrlichkeit Borsum und Jarsum an die Stadt Emden.

Die Brüder Apolt, Arend und Franz gerieten während der Fehde in Gefangenschaft und blieben unverheiratet.
Nikolaus hatte drei Söhne, Apolt II., Arend und Moritz. Nach dem Tod seiner Brüder erbte Moritz (* 1545; † 6. September 1589) alle Güter, darunter auch Hinte. Er war mit Nomda Beninga (†1593) verheiratet, mit der er acht Töchter und vier Söhne hatte. Der Jüngste, Nikolaus III. (* 16. Oktober 1588; † 19. Oktober 1645), verkaufte Uiterstewehr an Melchior von Frydach und führt die Linie mit Oriana Cornelia von Inn- und Kniphausen (Tochter von Tido Hermann von Inn- und Kniphausen, 1583–1616) fort. Das Paar hatte acht Kinder.
Sein Sohn Nicolaus Gerlach (* 28. Februar 1626; † 27. August 1674) hatte auf niederländischen Universitäten Rechtswissenschaft studiert. Als er von seiner Grand Tour durch Europa zurückkam, wurde er 1654 als Hofrat in kurpfälzische Dienste übernommen. Durch seine Rechtskenntnis wurde er 1663 von der Kurpfalz zum Beisitzer des Reichskammergerichts in Speyer ernannt. Er war mit Magdalena Calandrini (* 24. Februar 1643; † 29. Juni 1701) verheiratet. Sie entstammt einem savoyischen Adelsgeschlecht, das wegen Religionsverfolgung nach Genf geflüchtet war. Er war Vater von vier Söhnen und fünf Töchtern.
Einer von diesen, Nikolaus Moritz (1671–1717), wurde vom Fürsten Friedrich Wilhelm I. von Nassau-Siegen während seiner Abwesenheit 1695 zum Statthalter seines Landes ernannt. Später kehrte Nicolaus Moritz nach Ostfriesland zurück. Er heiratete 1704 die Erbtochter Henrika von Frydag († 1748) aus dem Hause Uiterstewehr und übernahm die Stelle eines Deichgrafen in Emden. Einer seiner Nachkommen, N.N. von Freese zu Hinte, war ritterschaftlicher Administrator und seit 1838 Deputierter der ostfriesischen Ritterschaft in der Ständeversammlung zu Hannover. Seine Söhne waren: Friedrich Ernst (1801–1875), königlich hannoverscher Generalmajor, Herr auf Loppersum, und Wilhelm Luis Georg (1809–1852), der Amalie von Issendorff (1822–1905) heiratete.
Eine Tochter war Konventualin im Kloster Neuenwalde bei Bremen.

## Linie in Schweden
Die Schwedische Adelsnaturalisation als „de Frese“ am 16. Juni 1731 und Eintrag bei der Adelsklasse der schwedischen Ritterschaft im Jahr 1731 für den königlich schwedischen Leutnant Georg Christian Frese unter der Nummer 1856.

## Wappen
Das Wappen: Im blauen Feld ein offener goldener Turnierhelm, der oben mit einem silbernen und blauen Wulst und dieser mit drei roten Kugeln besetzt ist, jede Kugel mit einer silbernen Straußfedern besteckt. Über dem Schild derselbe Helm.
Als die Frese noch in der Stadt Bremen dem Reichsschulzen- und Bürgermeisteramt vorstanden, führten sie ein anderes Wappen, wie man auf den Grabsteinen aus dem 14. Jahrhundert in der Domkirche sehen kann: Im silbernen Schild drei schrägrechte, nebeneinander aufwärts gekehrte schwarze Bolzen; auf dem mit einem Wulst bedeckten Helm drei Straußenfedern, weiß und schwarz abwechselnd. Bolzen nennt man diejenigen Pfeile, die statt der Stahlspitze einen viereckigen Stumpf, Bolzen, führen. Wahrscheinlich nach ihrer Vertreibung nahmen die Fresen ein anderes Wappen an, behielten aber als Helmzeichen die Straußenfedern bei. 
Die Fresen, die im Herzogtum Lüneburg Güter erwarben und später ausgestorben sind, führten im roten Feld ein silbernes Nagelspitzkreuz, aber auf dem Helm über einem silbernen und roten Wulst drei Straußenfedern, abwechselnd rot und silberfarben. Bei Spießen ist das Wappen abweichend mit silbernem Schild und rotem Kreuz dargestellt. Auch fehlt die Nagelspitze.

## Namensträger

### Nicht verwandt
- Johann Conrad Freese (* 23. April 1758; † 8. Oktober 1819), Kammerrat, Schriftsteller, Sohn des Schullehrers Jakob Freese
- Friedrich Ernst von Freese (1801–1875), Hofmaler in Kassel
- Ralph von Frese, US-amerikanischer Geophysiker und Professor an der Ohio State University (USA)

### Linie Hinte
1. Viktor (1470–1527) :(1) Tetta tom Brook :(2)Fossa Allena :(2) Sophia von Nesse (bei Berum), (auch: Fia Keens Witwe von Hilko Houwerda)[4]
  1. Wilko (1500–1563)
  2. Occo (1505–1533)
  3. Ailt (†1542) – Herr von Uttum
  4. Claes (Klaas, Nikolaus) Herr zu Uttum (1542). Herr zu Hinte (1567), Grabplatte in Leer (1520–1589)
    1. Aylt (1550–?) Herr zu Uttum :(1)Sophia Unken (1550–1584), Erbtochter
      1. Sophia (1582–1609) ⚭ Jost Hane[5]
      2. Garrelt und Victor, Ledig, verkaufen Uttum an Jost Hane

    2. Moritz (Mauritz) (1555–1589) Herr zu Hinte ⚭ Nomna Beninga (1560–1593)
      1. Adda (1585–?) ⚭ Jost Hane (erbt dadurch die Haneburg)
      2. Nicolaus (* 16. Oktober 1588; † 19. Oktober 1645), Herr von Hinte ⚭ Orania Cornelie zu Inn- und Knyphausen (1613–1680)
        1. Nicolaus Gerlach (1626–1674)[6] ⚭ Magdalena Calandrini (* 24. Februar 1643; † 29. Juni 1701)
          1. Nikolaus Moritz Viktor (1671–1717) ⚭ Henrika von Frydag (†1748)
            1. Magdalena Oriana (* 16. September 1707; † 1. Juni 1740) ⚭ Georg Melchior Freese (Stamm Hoya, Urenkel von Johann Freese) (* 13. Februar 1701; † 20. Dezember 1738)
              1. Christian Moritz (* 12. Mai 1729; † 11. Februar 1778) Herr von Hinte ⚭ Adelheid Anna Maria von Greiffenkrantz (* 6. Dezember 1744; † 4. April 1807)
                1. Carl-Friedrich Victor (* 1. Dezember 1773; † 3. März 1837)[7] ⚭ Henriette Friederike Magdalene le Veaux (* 23. Dezember 1776; † 25. Juli 1858)
                  1. Karl Mauritz Victor (1800–1865), Herr von Hinte ⚭ Friederike Anna Loesing (1804–1839) ⚭ Friederike Charlotte Catharine von Wersebe
                    1. Viktor Georg Ernst (1827–1930)[8] ⚭ Elisabeth Grisebach (1836–1911)
                    2. Caroline Henriette (1831–1916) ⚭ Carl-Hillrich Eucken (1825–1893)

                  2. Friedrich Ernst (1802–1875), Generalmajor, Herr auf Loppersum
                  3. Wilhelm Luis Georg (1809–1852) ⚭ Amalie von Issendorff (1822–1905)[9]
                    1. Wilko Friedrich August Victor (1845–1871)
                    2. Caroline (1846–1888) ⚭ Karl von Hugo (* 1839)
                    3. Ernst Carl August (1848–1929) Hofkammerpräsident in Bückeburg ⚭ Luise Emilie Adelheid von der Decken (1858–1907)
                    4. August (1850–1920), Präsident der Landwirtschaftskammer in Hannover ⚭ Franziska Freiin von Ompteda.

              2. Christoph Nikolaus